# Alexander F. Harmer

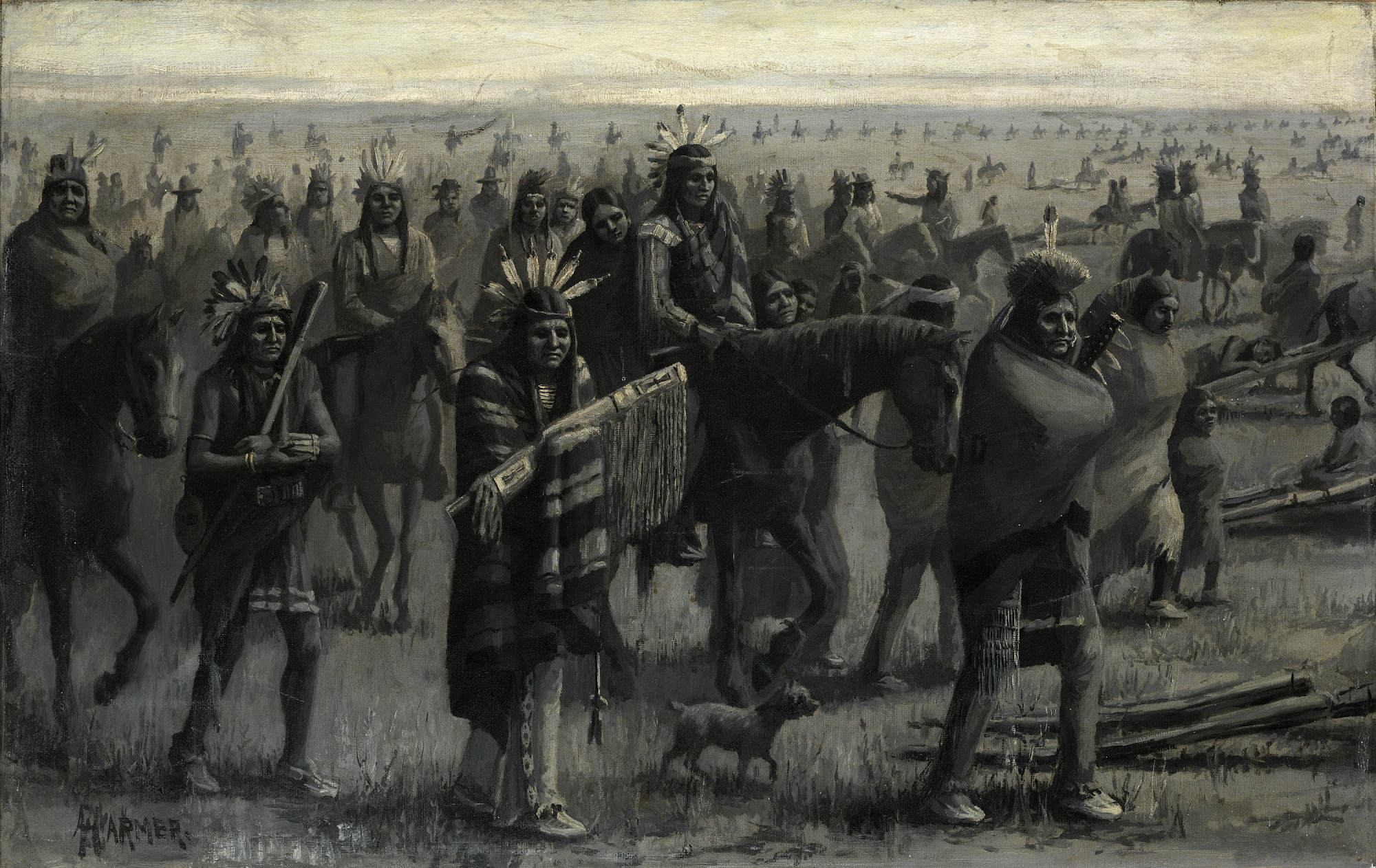
Indians Migrating (Indianer wandern ab). Smithsonian American Art Museum

Alexander Francis Harmer (* 21. August 1856 in Newark, New Jersey; † 10. Januar 1925 in Santa Barbara, Kalifornien) war ein US-amerikanischer Maler und Illustrator. Er gilt als einer der ersten bedeutenden Künstler Südkaliforniens im 19. Jahrhundert.

## Leben
Alexander Harmer begann schon früh zu malen und verkaufte sein erstes Bild im Alter von 11 Jahren. Mit 16 Jahren trat er in die US-Armee ein und wurde in Kalifornien stationiert. Nach einem Jahr verließ er die Armee, um seine künstlerische Ausbildung an der Pennsylvania Academy of Fine Arts in Philadelphia bei Thomas Eakins und Thomas Anshutz fortzusetzen. 1881 trat er erneut in die Armee ein und wurde in Arizona stationiert, wo er die Apachen und ihren Häuptling Geronimo verfolgte. Während dieser Zeit zeichnete und fotografierte er das Leben im Westen von Amerika und die indianische Bevölkerung. 1891 ließ sich Alexander Harmer in Kalifornien nieder und heiratete 1893 Felicidad Abadie, Mitglied einer prominenten kalifornischen Familie in Santa Barbara. Das Paar ließ sich im Yorba Abadie Adobehaus nieder, das unter ihrer Schirmherrschaft zu einer Künstlerkolonie wurde. Gemeinsam hatten sie sieben Kinder, darunter Inez Harmer, die Jack Northrop, den Gründer der Northrop Corporation, heiratete, und Alexander Bertrand (“Bert”) Harmer, ein bekannter Architekt in Santa Barbara.

## Werk
Alexander Harmer ist bekannt für seine Darstellungen des amerikanischen Westens, insbesondere der Ureinwohner und der Landschaften Kaliforniens. Seine Werke wurden in renommierten Publikationen wie Harper’s Weekly veröffentlicht, was ihm den Ruf eines führenden Künstlers in Kalifornien einbrachte. Seine Werke sind in mehreren bedeutenden Museumssammlungen vertreten, darunter das Smithsonian American Art Museum, das Blanton Museum of Art und das Crocker Art Museum.